# Biohazard (album)
Biohazard è il primo album in studio del gruppo musicale statunitense omonimo, pubblicato nel 1990.

## Tracce
1. Retribution – 4:26
2. Victory – 2:29
3. Blue Blood – 2:29
4. Howard Beach – 2:09
5. Wrong Side Of The Tracks – 3:54
6. Justified Violence – 4:09
7. Skinny Song – 2:27
8. Hold My Own – 2:38
9. Panic Attack – 2:35
10. Pain – 3:30
11. Survival Of The Fittest – 2:16
12. There And Back – 4:02
13. Scarred For Life – 4:15

## Formazione
- Evan Seinfeld - voce, basso
- Billy Graziadei - voce, chitarra
- Bobby Hambel - chitarra
- Danny Schuler - batteria